# Serves-sur-Rhône
Serves-sur-Rhône este o comună în departamentul Drôme din sud-estul Franței. În 2009 avea o populație de 727 de locuitori.

## Evoluția populației
| An        | 1975 | 1982 | 1990 | 1999 | 2006 | 2009 |
| --------- | ---- | ---- | ---- | ---- | ---- | ---- |
| Populație | 369  | 468  | 624  | 598  | 596  | 727  |